# Blanka
Jimmy (ジミー?, Jimī) alias Blanka (ブランカ?, Buranka) è un personaggio ricorrente nei vari titoli della serie di videogiochi Street Fighter, anche nei crossover Capcom vs. SNK, e in Street Fighter X Tekken.
Appare come boss di fine livello in Street Fighter X Megaman, e nel film Street Fighter - Sfida finale, dove viene creato dagli esperimenti svolti su Charlie (non canonico).

## Sviluppo
Inizialmente, Blanka doveva essere un nativo africano chiamato Anabebe, e doveva essere cresciuto da un leone. In seguito si decise di chiamarlo Hamablanka, ossia la storpiatura giapponese di "Hombre blanco", soprannome datogli a causa della pelle chiara: da notare che il soprannome è in spagnolo, mentre dovrebbe essere in portoghese (dove si direbbe "homem branco"), visto che Blanka vive a Manaus, in Brasile, dove la lingua ufficiale è il portoghese.

## Storia
Di Blanka si sa che sarebbe nato il 12 febbraio 1966 e che da bambino se ne sono perse misteriosamente le tracce. Dopo decenni passati nella foresta pluviale amazzonica (dove compare come creatura leggendaria nei miti degli amerindi che lo hanno avvistato fugacemente alcune volte), il lottatore si presenta a Manaus con l'intenzione di fare a pezzi qualsiasi eventuale sfidante gli si presenti davanti.

### Street Fighter Alpha 3
In un flashback, Blanka salta su di un camion per mangiare le ananas che trasporta, finendo così per avvicinarsi alla civiltà. In seguito lotta con Dan che, durante lo scontro, lo riconosce come l'amico Jimmy. Successivamente lotta con M. Bison che prima lo provoca definendolo la sua cavia da laboratorio, poi lo invita a unirsi a lui. Blanka risponde che è una Bestia, e rifiuta l'invito sconfiggendo Bison. Durante la fuga, Bison però gli ricorda che il suo reattore di Psyco Power è pur sempre in grado di dominare il mondo, allora Blanka, Dan e Sakura uniscono le forze per assaltare la base di Bison. Blanka salta dentro il reattore e con il suo potere elettrico lo fa esplodere.
In questo videogioco la storia e le mosse di Jimmy hanno sempre a che vedere con la frutta, come angurie e banane ecc.

### Street Fighter II
Si scopre che da bambino Blanka, il cui vero nome è Jimmy, si trovava su un aereo che precipitò nella foresta: miracolosamente sopravvissuto, fece perdere le sue tracce. A rivelarglielo è sua madre Samantha, che lo riconosce per via dei bracciali e delle cavigliere d'oro che lei gli regalò.

### Street Fighter IV
Blanka vuole essere ammirato e rispettato dalla gente, per questo s'iscrive al torneo S.I.N. insieme a Dan e Sakura.
La madre riparte a cercarlo, e in questa avventura, Blanka arriva quasi a alle finali del torneo, ma durante un incendio capisce che non è importante quello che pensa la gente su di se, e preferisce avere più cura della madre.
Alcuni titoli profilo: [ Samantha's Boy]; [Jimmy]; [Jungle Warrior].

### Street Fighter V
In Street Fighter V: Champion Edition si dà al commercio di un peluche con le sue fattezze la Blanka-chan, con scarso risultato, allora i fratelli Matsuda gli consigliano di provare il mercato nipponico, finisce alla Capcom Plaza, li Sakura chiede al gestore di mettere il peluche dentro le macchine a gettoni claw crane, cosi facendo il peluche divenne popolare tra le studentesse che la frequentano; La Blanka-chan è anche il suo costume story.
Anche Oro ha una Blanka-chan che viene fuori casualmente durante le V-Trigger Tengu Stone.

### Street Fighter 6
In Street Fighter 6 lavora come guida turistica in Amazzonia, usa il suo costume Blanka-chan per creare il folclore del Jungle Sprite(folletto della giungla). In combattimento usa le blanka-chan come bombe elettriche.

Nel World Tour dichiara:
Ho dovuto prendere in prestito il potere della giungla per proteggermi dagli insetti.

Ho schiacciato un po' di erba e fiori e ho dipinto il mio corpo con loro. E ora sono del colore della giungla!
In un dialogo con Jamie Siu cita il presunto muschio (che gli abbia donato forza e colore).
A conferma della sua storia ci sono i titoli [Mi chiamo Jimmy], [Star dell'Amazzonia] e [Amore di Samantha] che è la madre.

## Il personaggio
Il personaggio di Blanka era stato inizialmente concepito come una sorta di cavernicolo: successive modifiche degli operatori della Capcom, volte a rendere il suo aspetto più mostruoso e selvaggio, hanno portato al personaggio di Street Fighter II, che viene poi modificato per divenire più "umano" in Street Fighter Alpha 3.
Una delle caratteristiche principali di Blanka (sicuramente la prima ad essere notata) è il colore verde della pelle. Durante il gioco viene spiegato che la sua pelle era un tempo estremamente pallida (come si conviene ad una persona dai capelli rossi), ma questo colore si è poi tramutato in verde per via della costante assunzione di clorofilla, e i suoi poteri elettrici derivano dall'esposizione a un fulmine.
Il concetto originale nel quale Blanka appariva come un uomo selvaggio è stato riutilizzato dalla Capcom con il personaggio King Rasta Mon del videogioco Saturday Night Slam Masters.

## Abilità
Blanka ha imparato da solo a combattere nella foresta, usando i propri denti ed artigli.
Il suo attacco più famoso è senz'altro l'Attacco Tuono, che il lottatore ha imparato dalle anguille elettriche e che consiste nell'emissione di elettricità.
Un altro attacco è il Rotolamento, che consiste nel rotolamento a mezz'aria di Blanka lungo tutto lo schermo.
Nelle versioni successive del gioco, vengono introdotti nuovi tipi di rotolamento e l'Attacco Tropicale, nel quale Blanka scuote gli alberi per far cadere delle angurie che vengono lanciate contro l'avversario.
Le mosse di Blanka:
- Primitive Punch: Blanka sferra un pugno all'avversario.
- Electric Thunder: Blanka emette elettricità.
- Rolling Attack: Blanka si scaglia contro l'avversario rotolando come una palla in forma fetale.
- Backstep Rolling: variazione del Rolling attack, invece di attaccare direttamente, esegue un balzo indietro e va a colpire, sempre rotolando, ma formando una parabola.
- Vertical Rolig Attack: stavolta viene eseguito verso l'alto, funge da contraerea.
- Aereal Rolling: mentre è a mezz'aria, attacca l'avversario (solo in SF EX2 e 3).

Super
- Ground Shave Rolling: Blanka rotola, ma per terra; può essere trattenuto, ma solo nella serie EX farlo modifica la mossa; Blanka fa più danni e il suo corpo si elettrifica.
- Tropical Hazard: Blanka si aggrappa alla parte superiore dello schermo scuotendosi e facendo cadere dei frutti, quindi piomba addosso al suo avversario; i frutti caduti possono essere lanciati contro il nemico.
- Direck Lightning: un rolling attack eseguito mentre Blanka è circondato da una barriera di energia elettrica (solo su Capcom vs SNK 2.)
- Shout of Earth: un electric thunder potenziato, ma efficace solo a distanza zero, potenziabile premendo continuamente il tasto dei pugni (solo su Capcom vs SNK 2).
- Beast Hurricane: a mezz'aria, Blanka si scaglia sull'avversario e inizia a correre colpendolo ad artigliate (solo su SF EX2 e 3).
- Jungle Beast: eseguendo un Backstep Roling, Blanka incatena una serie di colpi (solo su SF EX2 e 3)

Meteo Combo
- Super Electric Thunder: a differenza del Shout of Earth, l'elettricità emessa ha più gittata e Blanka salta durante il colpo (solo su SF EX2 e 3).

Meteo tag combo (solo su SF EX2 e 3)
Colpo eseguibile se Blanka combatte in coppia con Dhalsim
Yoga Thunder: Dhalsim colpisce con una delle sue tecniche di fuoco scagliando l'avversario su Blanka elettrificato.
Nella serie Alpha, Blanka non parlava ma riusciva a esprimere i suoi stati d'animo solo con urli e gemiti sconnessi, che solamente Dan riusciva a decifrare. In Street Fighter II pare che conosca bene l'inglese, forse questo perché inizia a convivere con gli umani.

## Cinema
Street Fighter - Sfida finale (1994) film diretto e sceneggiato da Steven E. de Souza, con Jean-Claude Van Damme, Raúl Juliá, Kylie Minogue, Ming-Na Wen.

### Controversie
Nel film, Blanka è in realtà Charlie (il cui nome completo era Carlos Blanka), il migliore amico di Guile, catturato da M. Bison nel tentativo di salvare degli ostaggi rapiti da quest'ultimo. Viene trasformato attraverso esperimenti genetici nel tentativo di creare il soldato perfetto e votato all'omicidio senza spazio per sentimenti quali la pietà e la compassione. Nella saga di Street Fighter, negli episodi prequel Alpha, Charlie è un personaggio a parte da Blanka, ma sia nel film che in alcune serie animate e fumetti, i due sono la stessa persona, prima e dopo.